# Споменик природе Извор воде у Киселој Бањи
Споменик природе „Извор воде у Киселој Бањи“ се налази на територији општине Подујево, на Косову и Метохији. За заштићено подручје је проглашена 1987. године, као споменик природе, на површини 31 ha.
Извор воде у селу Кисела Бања је споменик природе хидролошког карактера. Налази се недалеко од речног тока Лаба. Постоји народно веровање о лековитости извора због његове благо повишене температуре везано за лечење Милоша Обилића.

## Решење - акт о оснивању
Решење  о стављању под заштиту извора минералне воде у Киселој Бањи бр. 02-06-287 - СО Подујево. Службени лист САПК бр. 14/88